# Kurvennutensteuerung
Die Kurvennutensteuerung ist ein Ventilsteuerungsmechanismus zur Steuerung des Auslassventils eines Viertakt-Ottomotors.

## Entwicklung der Kurvennutensteuerung
Daimler erhielt im August 1883 von der Glockengießerei Kurtz Teile für einen Motor geliefert, der nach den Unterlagen und Aufzeichnungen der Gießerei einen Zylinderdurchmesser von 42 Millimetern und einen Hub von 72 Millimetern hatte. Maybach und Daimler experimentierten ca. fünf Monate damit, bis der Motor zuverlässig arbeitete. Neu an diesem Prototyp waren die Ventilsteuerung über eine Kurvenscheibe und die Glührohrzündung.  Gottlieb Daimler reichte für diese Erfindung eine Patentschrift zur „Regulierung der Geschwindigkeit des Motors durch Steuerung des Auslassventils“ ein.
Das Prinzip des Patents beruhte auf der Steuerung des Auslassventils im Zylinderkopf durch eine Stange. Am Fuß dieser Stange sitzt ein Bolzen mit einem Gleitstein, der in der Nut einer Steuerscheibe am Ende der Kurbelwelle läuft. Die in die Scheibe gefräste Nut besteht aus zwei konzentrischen Kreisen, die über Kreuz an einer Stelle miteinander verbunden sind. Der Gleitstein wechselt also bei jeder Umdrehung vom Inneren auf den äußeren Kreis und umgekehrt. Das Ventil wird so über die Steuerstange eine Umdrehung lang geschlossen gehalten und ist dann über eine Umdrehung offen. Der äußere Kreis der Steuernut reicht nicht über den vollen Umfang, er geht in die Kreuzung über, der innere Kreis geht durch, sodass der Gleitstein auch auf dem inneren Kreis durchlaufen kann und das Ventil geschlossen bleibt. Dies wird durch Fliehgewichte bewirkt, die bei Drehzahlen über 600/min eine in der Abzweigung der inneren Nut angeordnete Zunge verdrehen. Dadurch wird die Drehzahl begrenzt. Diese Steuerung wurde bei der als Standuhr-Motor bezeichneten  Maschine verwendet. Für diese Erfindung erhielt Daimler das Reichspatent Nr. 34926.
Das federbelastete Einlassventil saß im Kolben und wurde über einen Anschlag im  Kurbelgehäuse gesteuert. Während des Ansaugtaktes wurde zunächst durch das Auslassventil Luft angesaugt, bis kurz vor dem unteren Totpunkt das frische Gemisch aus dem Kurbelgehäuse überströmte.
Im Jahre 1892 wurde bei der Konstruktion eines Zweizylinder-Motors anstelle der Kurvennutensteuerung erstmals eine Nockenwelle zur Ventilsteuerung verwendet.
Durch einen Großbrand 1903 im Cannstatter DMG-Werk wurde der Originalmotor zerstört, so dass er später nur aus den Aufzeichnungen der Erfinder und aus den Büchern der Gießerei rekonstruiert werden konnte.
Bekanntermaßen hat sich die Nockenwellentechnik als Ventilsteuerung im Laufe der Zeit durchgesetzt, während die Kurvennutensteuerung in den Hintergrund getreten ist.